# Johan Burk
Johan Frederik Karel Hendrik Jacob Burk (Amsterdam, 11 mei 1887 - onbekend) was een Nederlands roeier. Eenmaal nam hij deel aan de Olympische Spelen, maar won bij die gelegenheid geen medaille.
Op de Olympische Spelen van 1908 in Londen maakte hij op 20-jarige leeftijd zijn olympisch debuut bij de vier zonder stuurman. Aan deze wedstrijd namen slechts vier ploegen deel. Het Nederlandse team verloor in de tweede serie van het veel betere Britse viertal van de Leander Club. Nederland maakte een aantal stuurfouten, waardoor ze vermoedelijk op grote achterstand over de finish kwamen.
Hij was aangesloten bij roeivereniging De Amstel in Amsterdam. Van beroep was hij kantoorbediende. In 1914 vertrok hij naar Natal. Later is hij naar Zuid-Afrika of Canada geëmigreerd. Volgens sommige bronnen woonde hij in 1939 in Brooklyn (New York).

## Palmares

### Roeien (vier zonder stuurman)
- 1908:  OS - onbekende tijd

Johan Burk · 
Bernardus Croon · 
Hermannus Höfte · 
Albertus Wielsma